# Sputnik

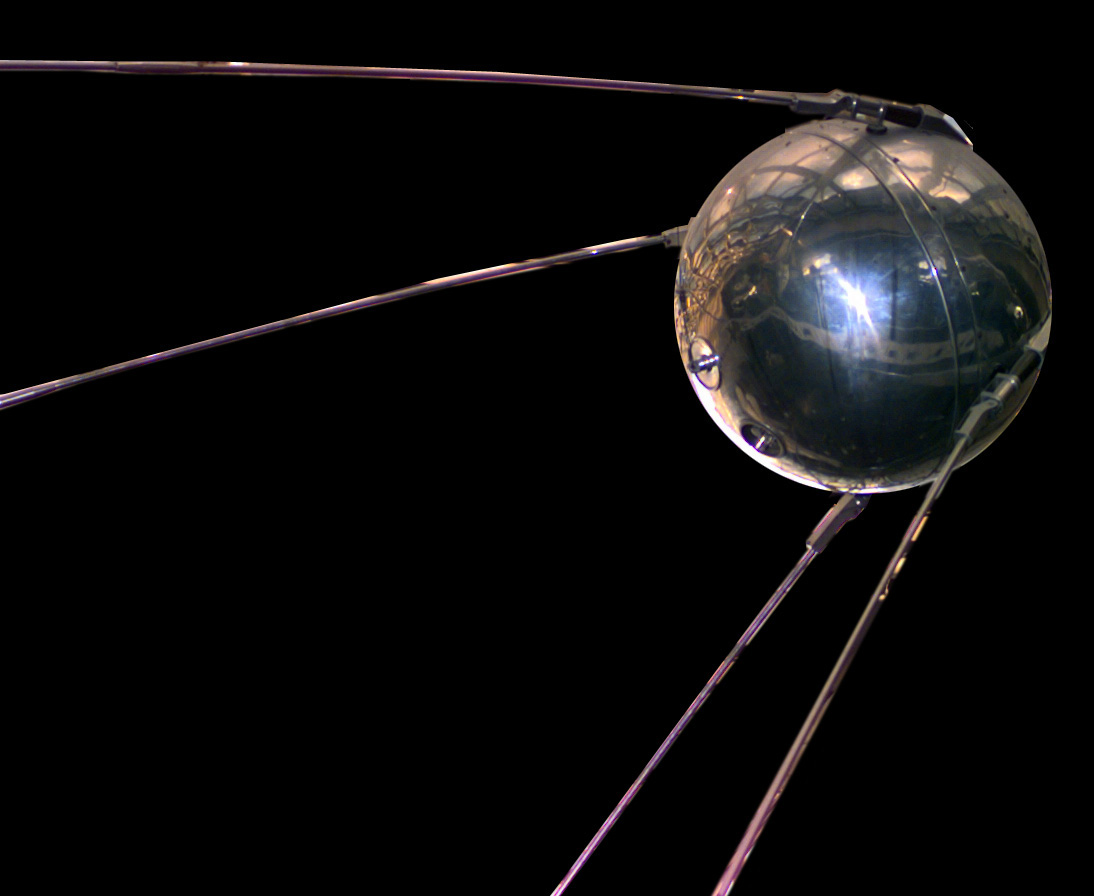
O satélite Sputnik 1

Sputnik (em russo: Спутник, trad.: Satélite ou Companheiro Viajante), aportuguesado Esputinique, foi o programa que produziu a primeira série de satélites artificiais soviéticos, concebida para estudar as capacidades de lançamento de cargas úteis para o espaço e para estudar os efeitos da ausência de peso e da radiação sobre os organismos vivos. Serviu também para estudar as propriedades da superfície terrestre com vista à preparação do primeiro voo espacial tripulado.

## História

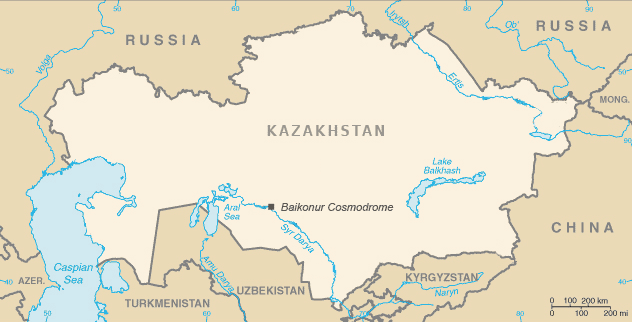
Mapa exibindo a localização do Cosmódromo de Baikonur no Cazaquistão.

O Sputnik 1 foi o primeiro satélite artificial da Terra. Foi lançado pela União Soviética em 4 de outubro de 1957 na Unidade de teste de foguetes da União Soviética atualmente conhecido como Cosmódromo de Baikonur.
O Sputnik 1, era uma esfera de aproximadamente 58,5 cm e pesando 83,6 kg. Sua função básica era transmitir um sinal de rádio, "beep", que podia ser sintonizado por qualquer radioamador nas frequências entre 20,005 e 40,002 MHz, emitidos continuamente durante 22 dias até 26 de outubro de 1957, quando as baterias do transmissor esgotaram sua energia.
O satélite orbitou a Terra por seis meses antes de cair. Apesar das funcionalidades reduzidas do satélite, o Sputnik 1 ajudou a identificar as camadas da alta atmosfera terrestre através das mudanças de órbita do satélite.
O satélite Sputnik era pressurizado internamente por nitrogênio, oferecendo também a primeira oportunidade de estudo sobre pequenos meteoritos, detectado através da despressurização interna ocasionada pelo impacto perfurante de um pequeno meteorito, evidenciado através de grandes variações internas de temperatura conforme a pressão diminuía. Tais variações de temperatura refletiram no sinal emitido pelo transmissor que foram monitorados pelo controle do satélite em terra.

## Foguetes propulsores
Seu foguete, chamado Foguete Sputnik, de dois estágios, tinha 19 metros de altura e pesava 137 toneladas (10,835 toneladas sem combustível). Seu estágio dois também entrou em órbita. O foguete era propulsado por LOX (oxigênio líquido) e querosene, que ainda são utilizados pela Rússia em suas missões espaciais da Soyuz.
Ele foi projetado a partir de uma modificação do foguete R-7 Semyorka, de dois estágios, originalmente projetado pelo ICBM (Intercontinental Ballistic Missile e construído pela OKB-1 (S.P. Korolev Rocket and Space Corporation Energia), para lançar ogivas nucleares.
O sistema de controle do Foguete Sputnik foi ajustado para uma órbita elíptica com perigeu de 223 km e apogeu de 1 450 km, com período orbital de 101,5 minutos. Os parâmetros de trajetória do foguete foram realizados por Georgi Grechko que completou os cálculos utilizando o maior computador da União Soviética na época.
Após o lançamento, os parâmetros da órbita do satélite foram verificados com perigeu de 228,6 km e apogeu de 947 km e período inicial da órbita de 96,17 minutos.

## ProgramasSputniksucessores
O sucesso e o pioneirismo do lançamento do satélite Sputnik 1 fizeram com que a União Soviética prosseguissem com o seu programa através de novos lançamentos.

### Sputnik 2

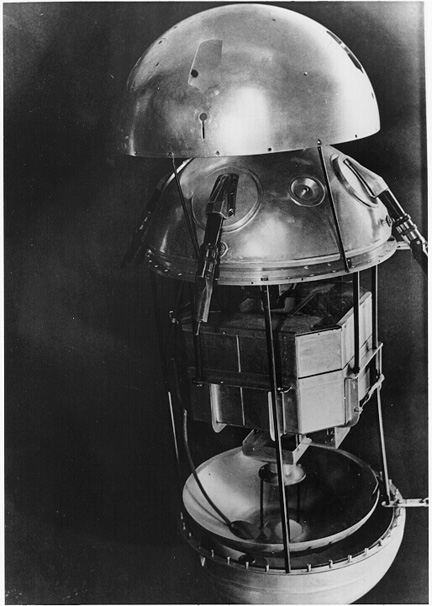
Sputnik 1 aberto, mostrando o seu interior

A Sputnik 2, lançada ao espaço em 3 de novembro de 1957, pesando 543,5 kg, enviou o primeiro ser vivo ao espaço, a cadela Laika. Dados biológicos do animal foram monitorados durante uma semana. Sobre como a cadela teria morrido, a versão da época teria sido em uma semana por falta de oxigênio, conforme comunicado pelo Governo Soviético. Anos mais tarde, no entanto, os cientistas revelaram que ela morreu poucas horas depois do lançamento, em pânico, devido ao super-aquecimento da cabine.

### Sputnik 3
A Sputnik 3, utilizando uma nova versão de foguetes propulsores, o Sputnik 8A91, lançou um laboratório espacial de estudo do campo magnético e do cinturão radiativo da Terra. Foi lançado em 15 de maio de 1958, pesando 1340 kg, e permaneceu em órbita por dois anos.

### Sputnik 4
A Sputnik 4 (também chamada Korabl-Sputnik 1) foi lançada ao espaço em 15 de maio de 1960. Sua carga de 4 540 kg era espetacular para a época, e representava um passo importante na preparação da URSS para colocar um homem no espaço. A cabine continha um manequim humano em tamanho natural. Uma falha nos retrofoguetes impediu a reentrada da nave de forma controlada na atmosfera terrestre.

### Sputnik 5
Finalmente, a Sputnik 5 (também chamada Korabl-Sputnik 2), a última missão Sputnik, foi lançada ao espaço em 19 de agosto de 1960 com os cachorros Belka e Strelka, quarenta camundongos, dois ratos e diversas plantas. A espaçonave retornou a Terra no dia seguinte e, diferentemente do que aconteceu com a cadela Kudriavka, todos os animais foram recolhidos a salvo. A missão testou a possibilidade de enviar seres vivos ao espaço e retorná-los com vida. Foi estudada a adaptação posterior dos animais em microgravidade.

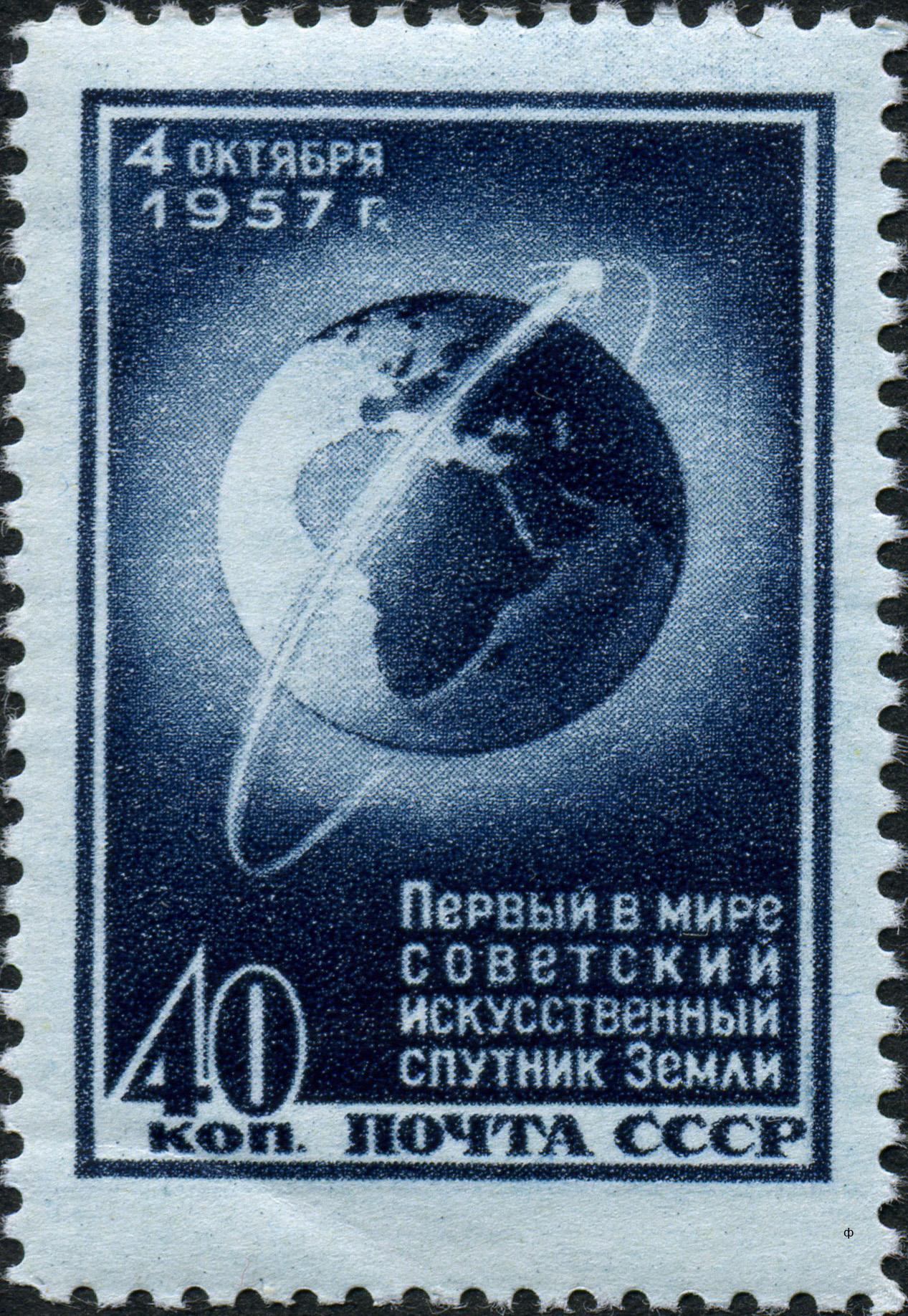
Selo Sputnik 1. "O primeiro satélite artificial da Terra".

### Korabl-Sputnik
Ainda houve três missões chamadas Korabl-Sputnik 3, Korabl-Sputnik 4 e Korabl-Sputnik 5, que representaram os últimos esforços pré-Vostok (a espaçonave que levou Yuri Gagarin ao espaço, e que passou a ser a primeira geração de naves tripuladas da URSS). As duas últimas enviaram naves Vostok e já foram lançadas segundo um padrão de órbita que permitisse o envio de humanos ao espaço.
A Korabl-Sputnik 3 foi lançada em 1 de dezembro de 1960 e levava a bordo dois cachorros, chamados Pchelka e Mushka, ratos, insetos e plantas.
A Korabl-Sputnik 4 decolou de Baikonur em 9 de março de 1961. A espaçonave pesava 4 700 kg e levava um manequim de homem em tamanho natural (cujo apelido era Ivan Ivanovich), e um cachorro chamado Chernuschka.
A Korabl-Sputnik 5 decolou da base de Baikonur em 25 de março de 1961, levando a bordo um cachorro chamado Zvezdochka.

## Corrida espacial
A missão Sputnik 1, junto com o voo de Yuri Gagarin no Vostok 1, teve um impacto profundo na história da exploração espacial, foram os eventos que desafiaram os estadunidenses e foram a gota d'água para o lançamento do programa espacial dos Estados Unidos objetivando alcançar a Lua.
A Sputnik tornou-se uma lenda e um marco da exploração espacial. Sua história confunde-se com a tenacidade de seu principal engenheiro, Sergei Korolev, que mais tarde foi indicado por Nikita Khrushchov, o líder soviético na época, como "engenheiro-chefe" do programa espacial soviético.
A Sputnik provou duas coisas importantes. Em primeiro lugar que era possível colocar em órbita um artefato humano, e em segundo lugar, e mais importante, que era possível colocar seres vivos no espaço, inclusive humanos.

## Réplica
Em 3 de novembro de 1997 uma réplica do satélite Sputnik, elaborada por estudantes franceses e russos, foi lançada para celebrar os 40 anos do programa Sputnik. O satélite reproduziu os mesmos sinais "bip-bip-bip" do Sputnik transmitidos na frequência de 145,820 MHz oferecendo a oportunidade para várias pessoas do mundo sintonizarem o sinal tal qual foi emitido originalmente na década de 1950.
O projeto foi coordenado por Dan Goldin da NASA seguindo a filosofia "Melhor, Rápido e Econômico". A réplica enviou seus sinais à Terra por dois meses até as baterias esgotarem sua energia em 9 de janeiro de 1998. O satélite, inativo depois do esgotamento das baterias, ainda orbitou a Terra por um ano.